# 杉本智美
杉本 智美（すぎもと ともみ、1994年11月9日 - ）は、日本の女子アーチェリー選手。静岡県出身。
浜松市立北星中学校、静岡県立浜松商業高等学校、近畿大学を経てミキハウス所属。
2016年3月の第13回世界室内選手権大会リカーブ女子団体において、杉林りな、川中香緖里とともに日本勢初の世界室内団体優勝を果たした。

## 成績
- 2016年

第13回世界室内選手権大会／トルコ・アンカラ/リカーブ女子団体で金メダル、個人5位。